# Моральність
Моральність — термін, найчастіше вживається в мові і літературі як синонім моралі, іноді — етики.
У більш вузькому значенні моральність — це внутрішня установка індивіда діяти відповідно до своєї совісті і свободи волі — на відміну від моралі, яка, поряд з законом, є зовнішньою вимогою до поведінки індивіда. Етика ж — назва науки про мораль.

## Моральність і мораль
Не існує єдності думок з приводу співвідношення моральності і моралі. Нерідко моральність трактується як синонім моралі, але з часу Гегеля прийнято розрізняти мораль (нім.  Moralität, англ. moral, morality) і моральність (нім. Sittlichkeit, англ. morals, virtues, рос. нравственность). Згідно з поділом цих понять, моральність є внутрішньою установкою людини — на відміну від моралі, яка (поряд із законом) є тільки зовнішньою вимогою до поведінки індивіда. При такому погляді на мораль, вона визнається «протезом моральності».
Саме з моральністю пов'язано розрізнення добра і зла за умови, що індивідуумом визнаються ці категорії. На відміну від користі і шкоди, добро і зло пов'язані з наміром деяких вільної волі.
Моральність і мораль вивчається спеціальною філософською дисципліною — етикою.

## Конфлікт моральності у мистецтві
|  | Сувора мораль - це всього лише наше ставлення до тих людей, які не подобаються нам. Оскар Уальд |